# Nukleinbase
Nukleinbaser (også kendt som nukleobaser) er grupper af nitrogenbaserede molekyler som er nødvendige for at danne nukleotider, de grundlæggende byggesten i DNA og RNA. Nukleobaser giver den molekylære struktur, som er nødvendig for hydrogenbinding af komplementære DNA- og RNA-tråde, og er nøglekomponenter i dannelsen af stabile DNA- og RNA-molekyler.
| Biokemi | Spire Denne biokemiartikel er en spire som bør udbygges. Du er velkommen til at hjælpe Wikipedia ved at udvide den. |